# Willy Rozenbaum
Pour les articles homonymes, voir Rosenbaum.
Willy Rozenbaum né Wolf Rosenbaum le 25 juin 1945 à Łódź,, en Pologne, est un médecin français.

## Biographie
Le père de Willy Rozenbaum est un Juif polonais survivant du goulag.
Au début des années 1980, Willy Rozenbaum est assistant-chef de clinique au service des maladies infectieuses et tropicales de l'hôpital de la Pitié-Salpêtrière, dans le service du Professeur Marc Gentilini à Paris.
En juin 1981, à travers un numéro d'une revue épidémiologique américaine, il prend connaissance de cinq cas de malades homosexuels (problèmes respiratoires, perte de poids) observés dans des hôpitaux de Californie. Au même moment, il examine en consultation un homme de 38 ans qui présente des symptômes identiques. Willy Rozenbaum fait le rapprochement, ce qui va permettre la découverte du virus du sida en France.
Codécouvreur du virus VIH, avec Jean-Claude Chermann et Françoise Barré-Sinoussi (du Service de Luc Montagnier), Willy Rozenbaum est nommé le 19 novembre 2003 président du conseil national du sida et exerce dans le service des maladies infectieuses à l'hôpital Saint-Louis à Paris.

## Publications
- Sida, P.O.L., 1984Écrit avec Didier Seux et Annie Kouchner.
- Sida et infection par VIH, Flammarion Médecine, 1994Écrit avec Luc Montagnier et Jean-Claude Gluckman.
- La vie est une maladie sexuellement transmissible constamment mortelle, Stock, 1998 [réédité en 1999 par Le Livre de poche]

## Distinction
- Officier de la Légion d'honneur en 2009[1] (chevalier du 10 décembre 1997).